# Christopher Collins
Christopher Collins, nato Christopher Lawrence Latta (Orange, 30 agosto 1949 – Ventura, 12 giugno 1994), è stato un doppiatore e attore statunitense.
Nella sua carriera di doppiatore ha anche assunto il nome Chris Latta.

## Filmografia parziale

### Doppiatore
- Star Blazers (1979)
- G.I. Joe: A Real American Hero (1983)
- Transformers - The Movie (1986)
- G.I. Joe (1985-1986; 1990-1992)
- InHumanoids (1986)
- G.I. Joe: The Movie (1987)
- Transformers - The Movie (1986)
- Transformers (G1) (1984-1987)
- I Visionari (Visionaries: Knights of the Magical Light) (1987)
- I Simpson (The Simpsons) (1989-1990)
- King Koopa's Kool Kartoons (1989)
- Rover e Daisy (Rover Dangerfield: The Dog Who Gets No Respect) (1991)

### Attore

#### Cinema
- Il duro del Road House (Road House), regia di Rowdy Herrington (1989)
- Cambio d'identità (True Identity), regia di Charles Lane (1991)
- Fermati, o mamma spara (Stop! Or My Mom Will Shoot), regia di Roger Spottiswoode (1992)
- Una estranea fra noi (A Stranger Among Us), regia di Sidney Lumet (1992)

### Attore

#### Cinema
- Il duro del Road House (Road House), regia di Rowdy Herrington (1989)
- Cambio d'identità (True Identity), regia di Charles Lane (1991)
- Fermati, o mamma spara (Stop! Or My Mom Will Shoot), regia di Roger Spottiswoode (1992)
- Una estranea fra noi (A Stranger Among Us), regia di Sidney Lumet (1992)

#### Televisione
- Star Trek: The Next Generation - serie TV, episodi 2x08-2x17 (1989)
- Star Trek: Deep Space Nine - serie TV, episodi 1x09-2x19 (1993-1994)
- Sposati... con figli (Married... with Children) - serie TV, 2 episodi (1993-1994)